# Llista de topònims d'Ortafà
Llista de topònims (noms propis de lloc) d'Ortafà (Rosselló).
Informació actualitzada per un bot. Els canvis manuals es perdran quan s'actualitzi!

## Misc
| imatge | Nom                      | Ubicat a                                | instància de                          | Detalls                                                 | coordenades | Protecció                     | Commons (més fotos)             | Dades a WD                    |
| ------ | ------------------------ | --------------------------------------- | ------------------------------------- | ------------------------------------------------------- | --- | ----------------------------- | ------------------------------- | ----------------------------- |
|        | Castell d'Ortafà         | Ortafà                                  | castell château                       |                                                         | 42° 34′ 48″ N, 2° 55′ 34″ E / 42.5800833333°N,2.92619444444°E 30.17 msnm                                                                              |                               |                                 | Modifica les dades a Wikidata |
|        | Santa Eugènia d'Ortafà   | Ortafà                                  | església                              | Estil: arquitectura romànica                            | 42° 34′ 51″ N, 2° 55′ 36″ E / 42.5808°N,2.9267°E 38.7 msnm                                                                                            | monument històric inventariat | Église Sainte-Eugénie (Ortaffa) | Modifica les dades a Wikidata |
|        | Tec                      | Pirineus Orientals                      | riu                                   | Desemboca: mar Mediterrània Llarg: 84.1km Conca: 721km² | 42° 35′ 25″ N, 3° 02′ 42″ E / 42.59027778°N,3.045°E 42° 25′ 22″ N, 2° 19′ 20″ E / 42.4229°N,2.3223°E 42° 35′ 21″ N, 3° 02′ 42″ E / 42.5893°N,3.0451°E |                               | Tech (river)                    | Modifica les dades a Wikidata |
|        | casa de la vila d'Ortafà | Ortafà                                  | instal·lació Ús: seu del govern local |                                                         | 42° 34′ 51″ N, 2° 55′ 27″ E / 42.5809555293396°N,2.92428713775745°E fr:66560 ORTAFFA                                                                  |                               |                                 | Modifica les dades a Wikidata |
|        | cementiri de Ortafà      | Ortafà                                  | cementiri                             |                                                         | 42° 34′ 53″ N, 2° 55′ 36″ E / 42.5814°N,2.9267°E |                               |                                 | Modifica les dades a Wikidata |
|        | estació d'Ortafà         | Ortafà                                  | antiga estació de ferrocarril         |                                                         | 42° 34′ 57″ N, 2° 55′ 25″ E / 42.5825°N,2.923611111111111°E 47 msnm                                                                                   |                               |                                 | Modifica les dades a Wikidata |
|        | rec d'Elna               | Ortafà Elna la Torre d'Elna Sant Cebrià | canal de reg                          |                                                         | |                               |                                 | Modifica les dades a Wikidata |